# 三郷市立早稲田中学校
三郷市立早稲田中学校（みさとしりつわせだちゅうがっこう）は、埼玉県三郷市彦成五丁目にある市立中学校。

## 概要
三郷市の北部にある中学校である。2012年7月現在の生徒数は717名であり、学級数は1学年が7学級、2・3学年が6学級で構成されている。また、2011年2月現在の公式ページ上では、三郷市で最も生徒数が多い と公表されている。

## 沿革
- 1984年（昭和59年）4月1日 - 三郷市7番目の中学校として開校。

## 学校方針
学校教育目標は
- 学力の高い学校
- 安心・安全な学校
- 美しい学校

目指す生徒像は
- 自ら学び
- 豊かな心を持ち
- 夢に鍛える生徒

学校の特色として「国際人を目指す早稲田中」を目標に掲げ基礎的・基本的な学力と英会話力の向上を目指している。

## 主な卒業生
- 福田俊介（プロサッカー選手　大宮アルディージャ）
- 髙橋萌木子（陸上競技選手）[3]
- 小柳達司（プロサッカー選手　ブラウブリッツ秋田）
- 加藤綾子（元フジテレビアナウンサー）

## 交通
- JR東日本武蔵野線「新三郷駅」東口徒歩10分
- マイスカイ交通[M-31系統]「早稲田中学校入口」バス停下車 徒歩3分